# 데이브 오브라이언

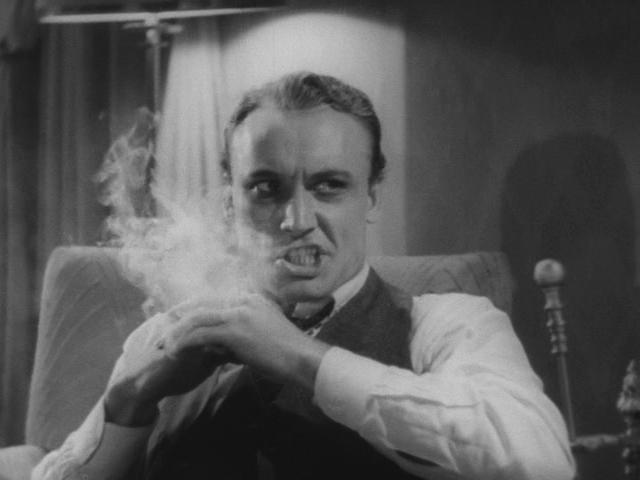

데이브 오브라이언(David Poole Fronabarger, 1912년 5월 31일 ~ 1969년 11월 8일)은 미국의 영화 감독, 배우, 영화배우, 각본가이다.
샌타카탈리나섬에서 사망하였다. 사인은 심근 경색이다.

## 영화
- 못말리는 섹스 아카데미 3 (2009년)
- 보기 크리크의 전설 (1972년)
- 키스 미 케이트 (1953년)
- 42번가의 유령 (1945년)
- 스파이더 리턴즈 (1941년)
- 데블 뱃 (1940년)
- 다우팅 토머스 (1935년) - 멤버 오브 오디언스 역
- 명랑한 사기 (1935년)
- 리틀 코로널 (1935년)
- 브라이트 아이즈 (1934년)
- 원더 바 (1934년)
- 스튜던트 투어 (1934년)
- 더 월드 체인지 (1933년) - 오토 피터슨 역
- 42번가 (1933년)
- 래스퓨틴 앤 더 엠프리스 (1932년) - 솔저 역
- 플레잉 하이 (1931년)
- 새벽의 출격 (1930년)